# Betta rutilans
Betta rutilans — тропічний прісноводний вид риб з родини осфронемових (Osphronemidae), підродина макроподових (Macropodusinae).
Належить до групи бійцівських рибок B. coccina, яка включає види: B. coccina, B. tussyae, B. persephone, B. rutilans, B. brownorum, B. livida, B. miniopinna, B. burdigala, B. uberis, B. hendra. Ця група має монофілетичне походження.
Видова назва rutilus має латинське походження й означає «рудий, золотаво-червоний».
До того, як був зроблений науковий опис, вид був відомий в акваріумах любителів під назвою B. sp. 'Anjungan'.

## Опис
Betta rutilans — це маленька рибка, максимальний розмір якої становить 3,5 см загальної довжини. Вона має струнке видовжене тіло. У спинному плавці 1 твердий і 10-12 м'яких променів, в анальному 2 твердих і 25-26 м'яких.
Самці та самки мають яскраво-червоне забарвлення, кінчики черевних плавців білі. Молодь смугаста.
Самці відрізняються більшими спинним, анальним та черевними плавцями.

## Поширення
Betta rutilans поширена в прісних водоймах острова Калімантан. Відома на обмеженій території в правобережній частині басейну нижньої течії річки Капуас (індонезійська провінція Західний Калімантан), на північ від міста Понтіанак. Була виявлена на південний схід від містечка Анджунган (індонез. Anjungan), в струмках, що впадають в річки Кепаянг (індонез. Sungai Kepayang) і Пінью (індонез. Sungai Pinyuh). Орієнтовна територія поширення виду становить 4 км².
Betta rutilans є стенотопним мешканцем так званих «чорних вод», пов'язаних з торфовищами болотних лісів. Струмок, в якому були виловлені типові зразки виду, мав кислу (pH 4,5), прозору воду темно-коричневого кольору з низькою електропровідністю (39 мкСм/см) та температурою 27,6 °C. У природі ці риби харчуються личинками хірономід, комахами, дрібними ракоподібними.
Широкомасштабне перетворення торфових болотних лісів острова Калімантан на лісопромислові ділянки та плантації монокультур становить загрозу існуванню цього виду через втрату середовищ його існування.

## Розмноження
Самець будує гнізда з бульбашок, однак за певних обставин може інкубувати ікру в роті. Точний механізм такої зміни стратегії розмноження невідомий.

## Утримання в акваріумі
Betta rutilans потребує м'якої чистої кислої (pH 4,5-5,5) води, яка добре фільтрується. Температура в межах 22–26 °C. Акваріум має бути щільно накритий, ця бійцівська рибка може знайти найменшу шпаринку й протиснутися в неї. Рівень води повинен бути не надто високим, для розведення максимум 10-15 см. Ці риби досить агресивні, тому акваріум густо засаджують яванським мохом і плавучими рослинами. Шар торфу або букового чи дубового листя в 3 см надає рибам можливість «зануритися» в нього.
Годують риб дрібним живим кормом.
Розведення за правильних параметрів води не є складним. Проблеми можуть виникати із самками, які дуже агресивно ставляться до своїх самців. Тому самка в парі завжди повинна бути трохи меншою за самця. У випадку, коли самка здобула гору над своїм партнером, спробу розмноження такої пари можна припинити.
Самці будують невеличкі гнізда з піни. Вони можуть розташовуватись в ПВХ-трубках, на них або під ними, під плавучим шматком пінопласту або серед рослинності, що плаває на поверхні води, найчастіше в кутку акваріума.
За нерест отримують 30-40 ікринок. Після відкладання ікри самець охороняє кладку й доглядає за нею. Личинки часто випадають із гнізда, батько підбирає їх і повертає назад. Врешті личинки таки залишають гніздо й повисають вертикально на сусідньому листі, прилипаючи до нього голівками за допомогою спеціальних залоз. Якщо самця непокоїти, для збереження личинок або ікри він може забрати їх до рота або ж перенести гніздо в інше місце. Через 5-7 днів після нересту мальки починають вільно плавати, й негайно приймають оцтових нематод та наупліуси артемій, які щойно вилупились.

## Відео
- Betta rutilans "Anjungan" на YouTube by T_M Fishtank
- Betta rutilans - Brutpflege на YouTube by Einrichtungsbeispiel